# Cosmopterix thrasyzela
Cosmopterix thrasyzela là một loài bướm đêm thuộc họ Cosmopterigidae. Loài này có ở Brasil (Amazonas, Para) và Guyana.
Cá thể trưởng thành được ghi nhận vào tháng 2 và tháng 8.